# Crvica (gmina Bajina Bašta)
Crvica (cyr. Црвица) – wieś w Serbii, w okręgu zlatiborskim, w gminie Bajina Bašta. W 2011 roku liczyła 658 mieszkańców.